# يوري سيزار
يوري سيزار هو لاعب كرة قدم إماراتي-برازيلي في مركز الوسط، ولد في 6 مايو 2000 في فولتا ريدوندا في البرازيل يلعب في نادي شباب الأهلي. و لعب سابقاً مع نادي فلامنغو.

## مسيرة اللاعب
لعب في الفئات السنية في نادي فلامنغو ونادي فورتاليزا و انتقل إلى نادي شباب الأهلي الإماراتي في عام 2021 و حصل على الجنسية الإماراتية في عام 2023.

## وصلات خارجية
- يوري سيزار على موقع قاعدة بيانات كرة القدم.إي يو (الإنجليزية)
- يوري سيزار على موقع Soccerway.com (الإنجليزية)
- يوري سيزار على موقع عالم كرة القدم.نت (الإنجليزية)